# 쿨 재팬
쿨 재팬(일본어: クールジャパン, 영어: Cool Japan)은 문화 대국으로서의 일본의 지위에 대한 표현이다. 매체와 학술 분야에서 널리 노출되는 "쿨 재팬"이라는 브랜드는 일본 정부 및 여러 교역 기구들에 채택되었다. 이 용어는 "문화나 관념적인 수단을 통해 행동이나 관심사에 영향을 간접적으로 줄 수 있는 능력"인 소프트 파워의 한 형태로 기술되고 있다.

## 기원
1980년을 시작으로 일본 외무성이 등장하면서 일본은 일본의 연속극 텔레비전 방송 오싱의 출시와 함께 국가 브랜딩 효과를 높이기 시작했다. 오싱은 일본 외 지역에서는 무료로 배포되어 46개국에서 잘 받아들여졌다. 오싱과 다른 여러 텔레비전 방송의 성공에 힘입어 일본은 국가문화수용의 확립과 개선 방식의 하나로 쿨 재팬의 개념을 성공적으로 이룩하였다.

## 같이 보기
- 한류 (문화)
- 쿨 브리태니아 - 일본정부가 참조한 영국의 문화정책

## 참조
1. ↑  Yano, Christine R. (2009). “Wink on Pink: Interpreting Japanese Cute as It Grabs Global Headlines”. 《The Journal of Asian Studies》 (Cambridge University Press) 68 (3): 681–688 [683]. 2011년 3월 18일에 확인함.
2. ↑  Nagata, Kazuaki, "Exporting culture via 'Cool Japan'[깨진 링크(과거 내용 찾기)]", The Japan Times, 15 May 2012, p. 3
3. ↑  Iwabuchi, Koichi (2015년 8월 8일). “Pop-culture diplomacy in Japan: soft power, nation branding and the question of 'international cultural exchange'”. 《International Journal of Cultural Policy》 21 (4): 419–432. doi:10.1080/10286632.2015.1042469. ISSN 1028-6632. S2CID 143257452.